# Elisa Ferreirová
Elisa Maria da Costa Guimarães Ferreirová, GCC (* 17. října 1955 Porto) je portugalská politička a ekonomka. V letech 2019–2024 byla evropskou komisařkou pro soudržnost a reformy v  první komisi von der Leyenové. Mezi roky 2016–2019 působila jako viceguvernérka Portugalské centrální banky. V období 2004 až 2016 byla poslankyní Evropského parlamentu za Socialistickou stranu, součást Strany evropských socialistů. Ve vládě Antónia Guterrese vedla ministerstva životního prostředí (1995–⁠⁠⁠⁠⁠1999) a veřejné práce (1999–⁠⁠⁠⁠⁠2001).

## Politická a bankovní kariéra

### 1995–⁠⁠⁠⁠⁠2002: Členka portugalské vlády
Ferreirová působila ve vládě Antónia Guterrese jako ministryně životního prostředí (1995–⁠⁠⁠⁠⁠1999) a jako ministryně pro plánování (1999–⁠⁠⁠⁠⁠2001).

### 2004–2016: Poslankyně Evropského parlamentu
Ferreirová byla poslankyní Evropského parlamentu od evropských voleb v roce 2004 až do své rezignace v roce 2016. Po celou dobu svého působení v parlamentu působila jako členka Hospodářského a měnového výboru. V této funkci vypracovala zprávu výboru o užší koordinaci hospodářských politik, která požaduje, aby Evropské centrální bance (ECB) byly uděleny pravomoci monitorovat „finanční stabilitu v eurozóně“ a aby se zapojila „do celoevropského makroobezřetnostního dohledu nad systematicky významnými finančními institucemi.“ Měla také na starosti parlamentní zprávu o postupu při makroekonomické nerovnováze v roce 2011 a v roce 2013 vedla práci parlamentu na jednotném mechanismu řešení krizí (SRM).
V letech 2004 až 2014 byla členkou parlamentní delegace ve Smíšeném parlamentním shromáždění AKT-EU. V roce 2015 se připojila k Zvláštnímu výboru pro daňová rozhodnutí a jiná opatření podobného charakteru nebo účinku.
V roce 2012 byla součástí expertní „alternativní trojky“ Socialistů a demokratů (S&D), která byla vyslána do Řecka, aby posoudila, jaká opatření lze přijmout k urychlení růstu počtu pracovních míst.
Kromě úkolů ve výborech byla členkou meziskupiny Evropského parlamentu pro dlouhodobé investice a reindustrializaci. Zastupovala také parlament na konferenci OSN o změně klimatu v roce 2007 na Bali a na konferenci Organizace spojených národů o změně klimatu v roce 2008 v Poznani.

### 2016–2019: Banco de Portugal
V červnu 2016 rezignovala na svou pozici v Evropském parlamentu poté, co byla portugalskou vládou nominována do představenstva Portugalské centrální banky. V roce 2019 ji nahradil Manuel dos Santos.

### 2019–2024: Evropská komisařka
Dne 27. srpna 2019 premiér António Costa oznámil, že byla navržena na pozici portugalské komisařky do první komise Ursuly von der Leyenové. Úřadu se ujala 1. listopadu 2019 na pětileté období a převzala portfolio pro soudržnost a reformy. Stala se tak  první portugalskou ženou, která byla navržena na komisařku.

## Další aktivity
- Instituto Nacional de Estatística (INE), členka správní rady (1989–1992)
- Associação Industrial Portuense, výkonná viceprezidentka (1992–1994)
- Comissão de Coordenação da Região Norte, viceprezidentka (1988–1992)